# Temelucha ontariana
Temelucha ontariana är en stekelart som beskrevs av Dasch 1979. Temelucha ontariana ingår i släktet Temelucha och familjen brokparasitsteklar. Inga underarter finns listade i Catalogue of Life.